# Lista insulelor din Marea Adriatică

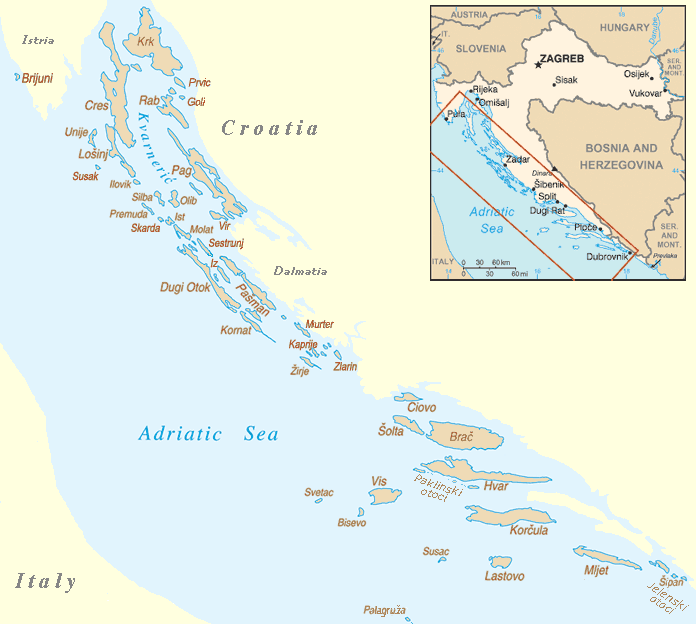
Majoritatea insulelor de la marea Adriatică sunt situate în nord-estul mării, în apropierea coastei croate.

Există mai mult de 1200 de insule în Marea Adriatică, dintre care sunt locuite 69. Un studiu recent realizat de Institutul de Oceanografie din Split (2000) a arătat că există 1246 insule: 79 insule mari, 525 insule, și 642 creste și stânci. Scuola di Geografia din Genova afirmă că numărul ar fi mai mare dacă s-ar include și insulele mici din lagunele Veneției și Grado, și așa-numitele "insule din delta râului Po".

## Croația
- Insulele Brijuni
- Krk (una dintre cele două insule cu cea mai mare suprafață: 405.78 km2)
- Cres (una dintre cele două insule cu cea mai mare suprafață: 405.78 km2)
- Lošinj
- Ilovik
- Unije
- Susak
- Goli Otok
- Rab
- Pag (insula cu cea mai lungă linie de coastă: 302.47 km)
- Olib
- Silba
- Ist
- Molat

Dalmația de Nord:
- Vir
- Dugi Otok
- Ugljan
- Iž
- Pašman
- Arhipelagul Kornati
- Murter
- Prvić
- Zlarin
- Krapanj

Dalmația centrală și de sud:
- Čiovo
- Drvenik
- Šolta
- Brac (insula cu cea mai mare altitudine: 778m)
- Hvar (cea mai lungă insulă: 68 km)
- Vis
- Biševo
- Korčula
- Lastovo
- Mljet
- la insulele Elaphiti - Koločep, Lopud, Šipan
- Lokrum
- Palagruža

Veli Brijun,
Ilovik,
Sveti Klement,
Dolin,
Goli otok,
Lopud,
Svetac (Sveti Andrija), 
Zverinac,
Sušac,
Škarda,
Susak,
Rava,
Rivanj,
Drvenik Mali,
Kakan,
Zmajan,
Jakljan,
Prežba,
Tijat,
Piškera,
Zeča,
Koločep,
Prvić (Šibenik),
Vrgada,
Lavdara Vela,
Tun Veli,
Škrda,
Levrnaka,
Lavsa,
Stai,
Kurba Vela,
Mrčara,
Arta Velika,
Velike Srakane,
Katina,
Planik,
Mali Brijun,
Vele Orjule,
Smokvica Vela (Kornat),
Badija,
Sveti Petar,
Žižanj,
Olipa,
Škulj,
Gangaro,
Babac,
Koludarc,
Tramerka,
Kopište,
Sveti Marko,
Lokrum,
Marinkovac,
Šilo Veliko,
Proizd,
Češvinica,
Stipanska,
Murvenjak,
Lunga (Kornat),
De Sex Masculin Srakane,
Košara,
Obonjan,
Radelj,
Zečevo (Pag),
Kobrava,
Kručica,
Arkanđel,
Kurba Mala,
Saplun,
Glamoch,
Oruda,
Zvirinovik,
Krknata,
Orud,
Arta Mala,
Logorun,
Aba Duga,
Knežak,
Oključ,
Maslinovik,
Mišjak Veli,
Tetovišnjak Veliki,
Kasela,
Lupac,
De Sex Masculin Orjule,
Gangarol,
Ošljak,
Trstenik (Cres),
Mišjak Mali,
Šćitna,
Veliki Budikovac,
Kameni Žakan,
Drvenik (Zlarin),
Ravni Žakan,
Dobri Otok,
Ruda,
Stomorina,
Luški Otok,
Gustac,
Palagruža,
Vela,
Kozjak,
Jerolim,
Ženska Pravda,
Veli Pržnjak,

## Muntenegru
- Insula Sveti Nikola
- Sveta Neđelja
- Katič
- Ada Bojana/Ada e Bunës
- Stari Ulcinj/Ulquini am Vjetër
- Sveti Stefan (acum o peninsulă)

### ÎnGolful Kotor
- Mamula
- Prevlaka
- Sveti Marko
- Otok
- Gospa od Škrpjela
- Sveti Đorđe

## Italia
- Insulele Tremiti (pe peninsula Gargano)
  - San Domino
  - San Nicola
  - Capperaia
  - Cretaccio
  - Pianosa
- Delta râului Po
  - Isola Albarella
  - Isola Donzella
  - Isola di Ariano
  - Isola Tolle
  - Isola Pila
  - Isola Gnocca

### ÎnLaguna Venețiană

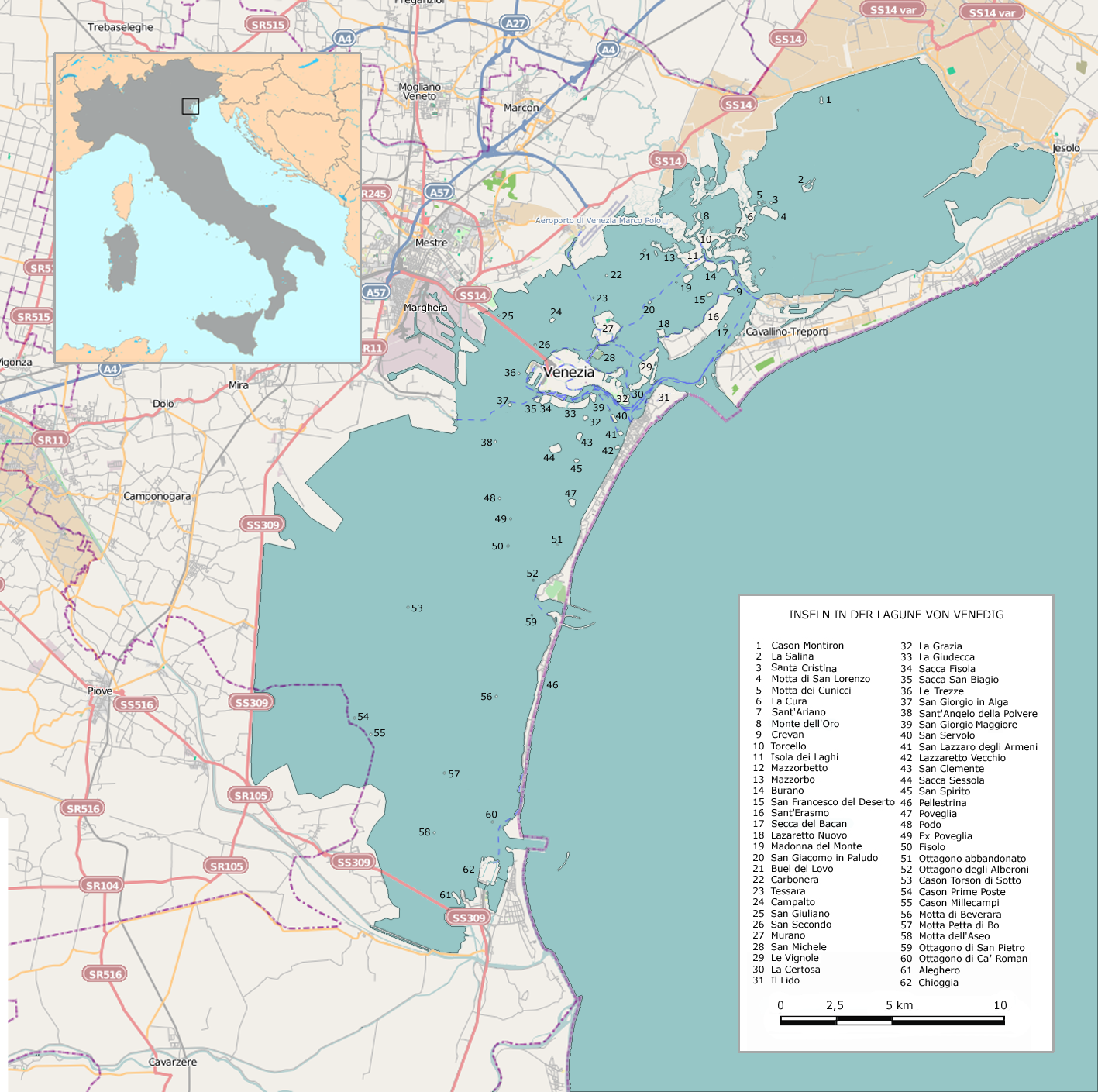
Insulele din Laguna Venețiană

Cel mai importante dintre cele 130 de insule din Laguna Veneției sunt:
- Veneția 5.17 km2
- Sant ' Erasmo 3.26 km2
- Murano 1.17 km2
- Chioggia 0.67 km2
- Giudecca 0.59 km2
- Mazzorbo 0.52 km2
- Torcello 0.44 km2
- Sant ' elena 0.34 km2
- La Certosa 0.24 km2
- Burano 0.21 km2
- Tronchetto 0.18 km2
- Sacca Fisola 0.18 km2
- San Michele 0.16 km2
- Sacca Sessola 0.16 km2
- Santa Cristina 0.13 km2

Alte insule locuite includ:
- Cavallino
- Lazzaretto Nuovo
- Lazzaretto Vecchio
- Lido
- Pellestrina
- Poveglia
- San Clemente
- San Francesco del Deserto
- San Giorgio din Alga
- San Giorgio Maggiore
- San Lazzaro degli Armeni
- Santa Maria della Grazia
- San Pietro di Castello
- San Servolo
- Santo Spirito
- Sottomarina
- Vignole

### ÎnLaguna Grado

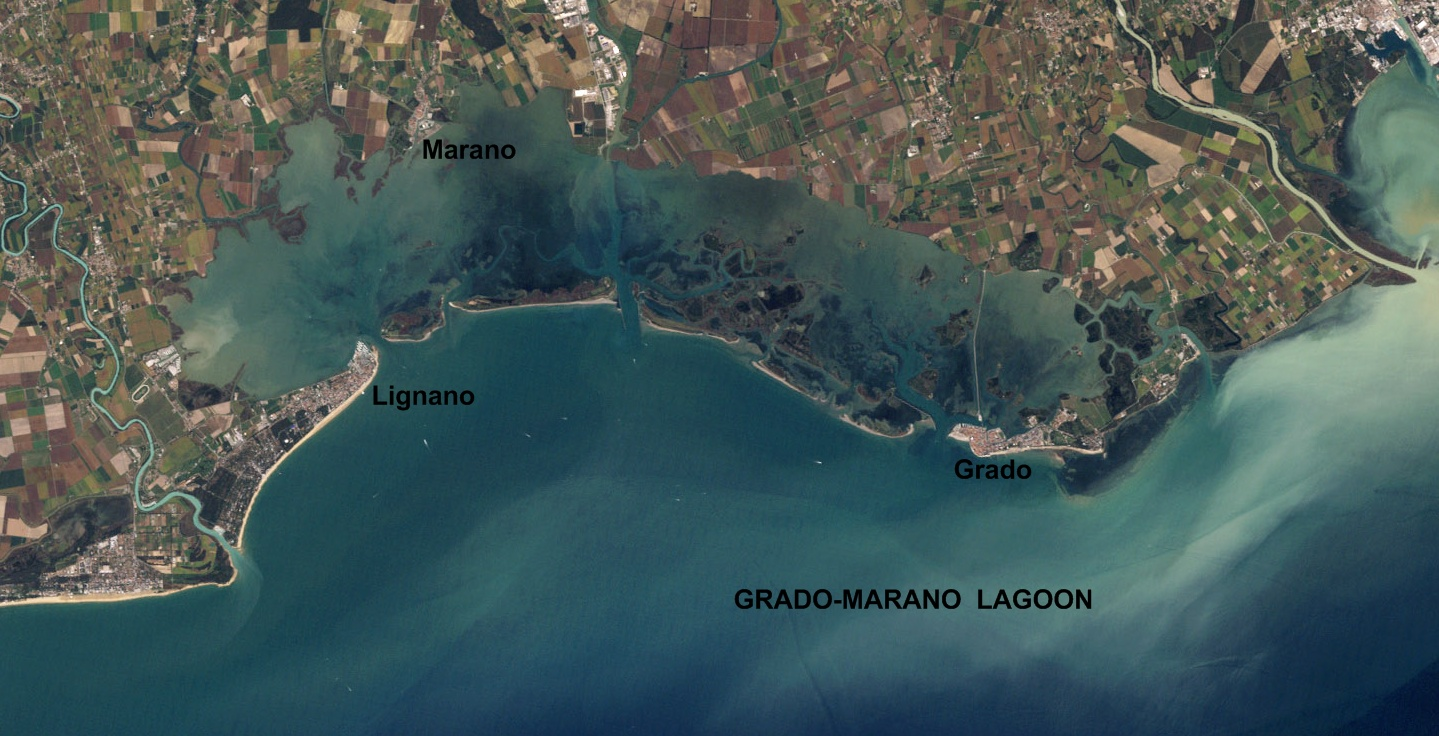
Laguna Grado (imagine din satelit)

Cele mai importante dintre cele aproape 120 de insule din Laguna Grado sunt:
- Grado
- Insula Barbana
- Porto Buso
- San Pietro d ' Orio
- Anfora
- Schiusa
- Panera
- Morgo
- Gorgo
- Ravaiarina
- Fossalon
- Beli
- Martignano

## Albania
- Insula Franz Joseph - possibly Arkman island
- Kunë
- Sazan
- Insulele Zvërnec